# 마르틴 에레라
마르틴 오라시오 에레라(스페인어: Martín Horacio Herrera, 1970년 9월 13일, 리오 쿠아르토 ~)는 아르헨티나의 전 축구 선수로, 현역 시절 골키퍼로 활약하였다.

## 클럽 경력

### 보카 주니어스
에레라는 코르도바 주 리오 쿠아르토 출신으로, 지역의 에스투디안테스 리오 쿠아르토에서 아르헨티나의 거함 보카 주니어스로 이적하여 그 곳에서 프로 무대 첫 발을 디뎠다. 보카 주니어스 시절, 그는 카를로스 나바로 몬토야 같은 선수의 견습생으로 지냈다. 1993년 5월 16일, 인데펜디엔테와의 2군 경기에서 상대 선수와 경합하다, 머리를 강타당하고, 관골이 눌리며, 안와골절을 당하였고, 인대까지 찢어져 9달 동안 활동하지 못하는 끔찍한 부상을 당했다.

### 방랑 생활
이후 에레라는 프리메라 B 메트로폴리타나의 아틀란타로 이적하였다. 그는 이후, 멕시코의 데포르티보 톨루카에 잠시 머물렀고, 페로 카릴 오에스테를 거쳤는데, 그는 몇 달 만에 급여 연체로 후자의 구단을 떠나게 되었다.

### 알라베스
1999년 7월 8일, 에레라는 스페인 라 리가 무대를 밟게 되었는데, 그는 200M Ptas의 이적료에 알라베스와 3년 계약을 맺었다. 그는 1년차에 부동의 주전으로 활약하며 38번의 모든 리그 경기에 출전해 37골만 내주고 트로페오 리카르도 사모라의 주인공이 되었고, 그의 활약에 힘입은 알라베스는 리그 6위의 호성적을 거두어 UEFA컵 진출권에 안착했다.
에레라는 이듬해에도 바스크 연고 구단의 주전으로 계속 활약했는데, 에레라가 가짜 이탈리아 여권을 악용한다는 주장에 스페인 왕립 축구 연맹으로부터 잠깐 활동을 중단하라는 지시를 받기도 했다. 그는 이후 혈통관계를 증명하는데 성공하면서, 소속 구단의 UEFA컵 결승행에 일조하였고, 2001년 5월 16일에 리버풀을 상대로 한 경기에서 연장전 끝에 자책 골든골을 헌납하고 4-5로 패하였다.

### 풀럼
2002년 5월, 에레라는 풀럼의 3년짜리 계약서에 서명했다. 에드빈 판 데르 사르와 마이크 테일러의 후보였던 그는 2003년 2월 24일, 1-1로 비긴 토트넘 홋스퍼와의 경기에서 테일러가 퇴장당하고서야 교체로 투입되어 프리미어리그 신고식을 치를 수 있었다.
에레라의 두 번째이자 마지막 풀럼 공식 경기 출전은 2003년 3월 16일, 2-2로 비긴 사우샘프턴과의 크레이븐 코티지 안방 경기로, 그는 이 경기에서 선발로 출전했다.

### 에스투디안테스 라 플라타
에레라는 아르헨티나로 돌아가 2003년 7월 17일에 에스투디안테스 라 플라타로 임대되면서 프리메라 디비시온 무대로 복귀했다. 주전으로 시즌을 시작한 그는 2006년 9월에 보카 주니어스 원정에서 0-2로 패한 데다가 퇴장까지 당하면서 마리아노 안두하르에게 골문 자리를 내주어야 했고, 디에고 시메오네 감독이 그를 더 이상 기용하지 않게 되면서 그 다음 달에 계약을 해지했다. 이에도 불구하고, 그는 그 해 전반기 대회를 우승한 선수단에 포함되어 있었는데, 소속 구단은 같은 상대와 재회하여 선수권 플레이오프전에서 이겼다.

### 에스투디안테스 리오 쿠아르토
1년 동안 활동 없이 보낸 에레라는 37세에 현역으로 복귀하여 친정 에스투디안테스 리오 쿠아르토에 입단했다. 2009년, 그는 현역에서 은퇴하였다.

## 수상

### 클럽
톨루카
- 리가 MX: 1998 여름 토너먼트[2]

에스투디안테스 라 플라타
- 아르헨티나 프리메라 디비시온: 2006 시즌 전반기[2]

### 개인
- 트로페오 리카르도 사모라: 1999-2000[6]